# Anzoátegui (Cojedes)
Anzoátegui is een gemeente in de Venezolaanse staat Cojedes. De gemeente telt 18.000 inwoners. De hoofdplaats is Cojedes.